# Schwarze Uruguay-Vogelspinne
Die Schwarze Uruguay-Vogelspinne (Grammostola pulchra) ist eine Spinne aus der Familie der Vogelspinnen (Theraphosidae). Die Art ist, wie es die Trivialbezeichnung bereits verrät, in Teilen Südamerikas beheimatet und zählt zu den prominenteren Vertretern dieser Familie.
Im englischen Sprachraum wird die Schwarze Uruquay-Vogelspinne als Brazilian black (tarantula) (übersetzt „Brasilianische Schwarz-Vogelspinne“) bezeichnet.

## Aussehen und Körperbau

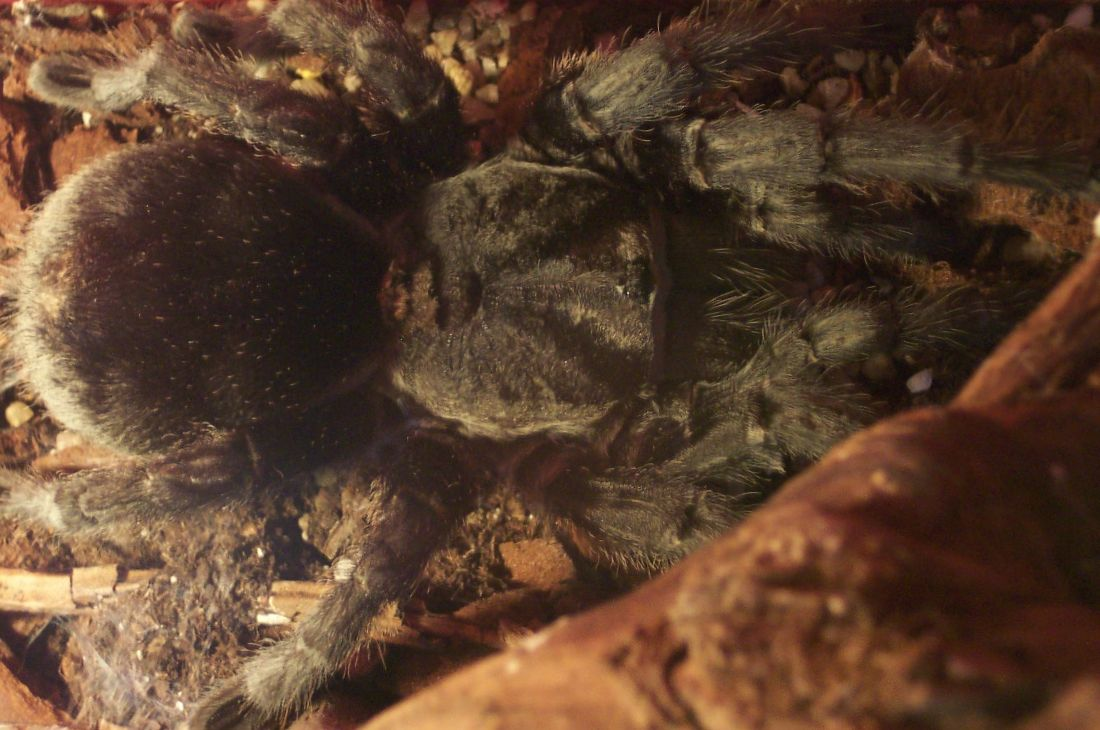
Nähere Ansicht eines Weibchens

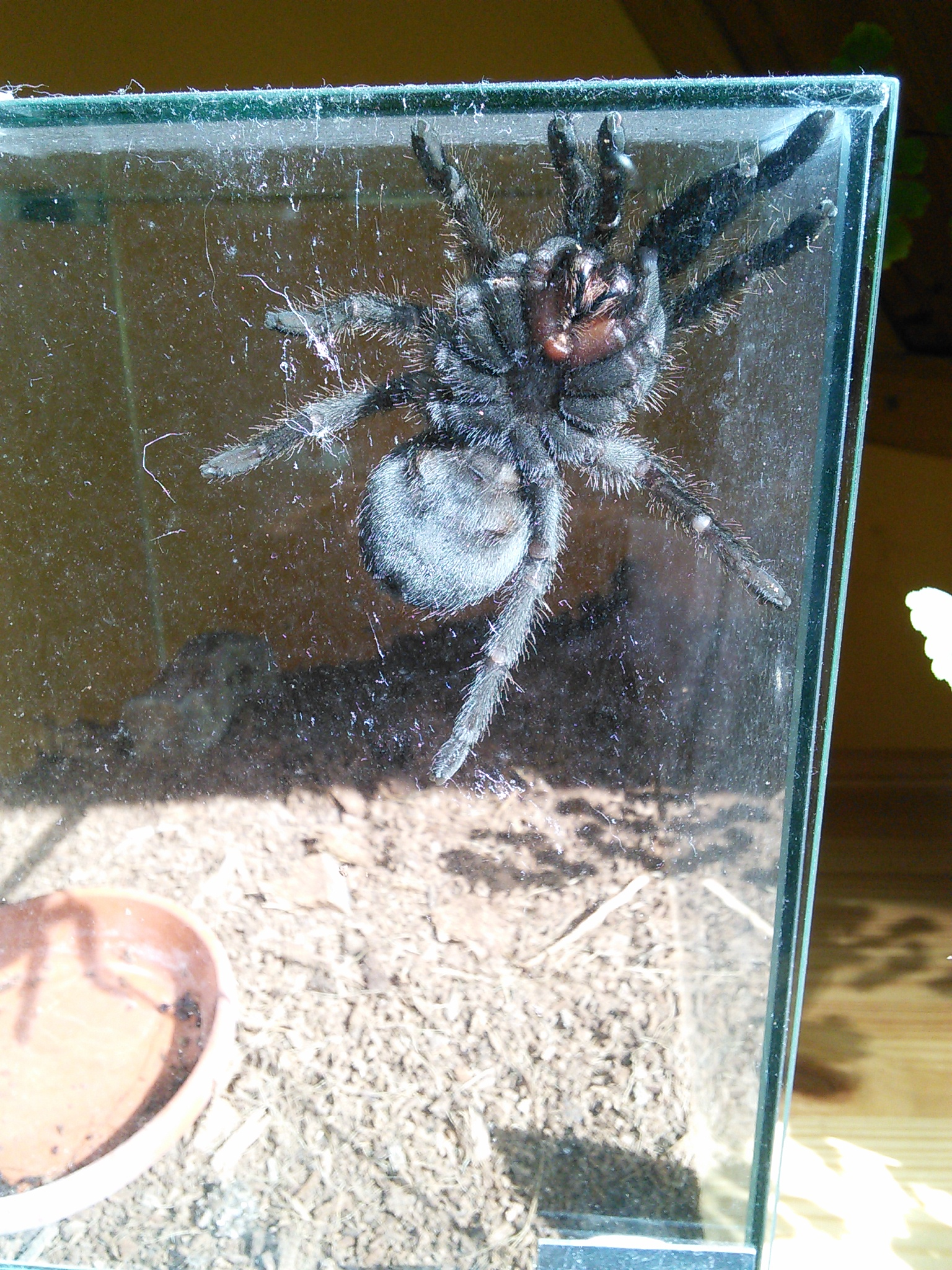
Ventralansicht eines Weibchens

Die Schwarze Uruguay-Vogelspinne gehört mit einer maximalen Körpergröße von rund 70 Millimetern zu den mittelgroßen Vogelspinnen. Die maximale Beinspannweite soll rund 180 Millimeter betragen. Entsprechend dem Trivialnamen ist die Körperfärbung restlos schwarz. Bei den Männchen ist die Färbung etwas matter und die Farbe kann zwischen grau und leicht braun variieren. Der Artname stammt aus dem Lateinischen (lat. pulcher bedeutet „schön“, „hübsch“) und ist auf das glänzende Aussehen der Spinne zurückzuführen, welches durch chitinisierte und schimmernd erscheinende Setae (Haare) der dichten Behaarung auftritt.

### Beschreibung der Holotypen
Bei einem Holotypen spricht man von dem einzelnen Exemplar einer biologischen Art, das vom Autor bei der Erstbeschreibung für die Merkmale angewandt wurde. Bei der Schwarzen Uruquay-Vogelspinne wurden sowohl ein männlicher als auch ein weiblicher Holotyp beschrieben.

#### Männlicher Holotyp
Der männliche Holotyp misst eine Körperlänge von 30 Millimetern. Der Carapax (Rückenschild des Prosomas, bzw. Vorderkörpers) besitzt hier eine Länge von 15 und eine Breite von 14 Millimetern, womit dieser Körperabschnitt beim männlichen Holotyp geringfügig länger als breit ist. Die Grundfärbung dieses Exemplars ist bräunlich schwarz. Am Carapax, den Cheliceren (Kieferklauen), den Extremitäten und dem Opisthosoma (Hinterleib) befinden sich lange Borsten mit hellgrauen Spitzen, wodurch der männliche Holotyp schwarz gefärbt mit mehreren leuchtenden Punkten erscheint. Das Sternum (Brustschild des Prosomas), das Labium (Lippe) und die Coxen (Hüftglieder) hingegen treten samtig schwärzlich in Erscheinung. Die Coxen der Pedipalpen (umgewandelte Extremitäten im Kopfbereich) besitzen Falzen mit feuerroten Borsten.
Der Carapax, der länger als breit ist, ist deutlich kürzer als die Patellae (Glieder zwischen den Femora, bzw. Schenkeln und den Tibien, bzw. Schienen) sowie die Tibien des ersten und vierten Beinpaares. Die Fovea (Apodem) ist vergleichsweise tief und nach rechts querlaufend. Der für Vogelspinnen typische Augenhügel, der die in zwei übereinander angeordneten Reihen gegliederten Augen (je vier pro Reihe) besitzt, ist bei der Schwarzen Uruquay-Vogelspinne eher breit als lang. Die Augen der vorderen Reihe sind stark gebogen, wobei der vordere Rand der mittleren Augen dieser Reihe in der Mitte der Zentralaugen befindet. Außerdem sind die mittleren Augen der vorderen Reihe deutlich kleiner als die seitlichen und ihr Abstand zueinander beträgt etwa das Zweifache des eigenen Durchmessers, der der Seitenaugen zu den Mittelaugen hingegen beträgt den Durchmesser der Seitenaugen. Die Mittelaugen der hinteren Augenreihe sind viel kleiner als die der vorderen und näher an diesen befindlich als zu den Seitenaugen der hinteren Reihe. Jene sind ebenfalls kleiner als die vorderen Seitenaugen und ihr Abstand zueinander ist in etwa mit dem Durchmesser der vorderen Seitenaugen identisch.
Die Längen der einzelnen Beine betragen beim männlichen Holotypen absteigend vom ersten bis zum vierten Beinpaar folgende Längen in Millimeter: 50, 48, 46 & 55 (Beinformel 4-1-2-3). Das Stridulationsorgan ist mit dem anderer Arten der Gattung Grammostola identisch. Die Patellae und Tibien des ersten Beinpaares sind dabei genauso lang wie die des vierten. Ferner sind die Tibien aller Beinpaare mit Stacheln versehen. Die Protarsi (Glieder zwischen den Tibien und den Tarsi, bzw. Fersengliedern) des ersten Beinpaares sind sehr bogenförmig und annähernd bis zur Basis mit zwei apikalen (an der Spitze gelegenen) und zwei basalen (an der basis gelegenen) Stacheln versehen. Die Protarsi des zweiten Beinpaares sind zu vier Fünfteln mit einer Scopula (Beinbehaarung) bedeckt und besitzen je zwei Stacheln an ihrer Basis. Die Protarsi des vierten Beinpaars sind zu einem Sechstel mit einer Scopula bedeckt und generell stark bestachelt.

#### Weiblicher Holotyp
Der weibliche Holotyp weist eine Körperlänge von 45 Millimetern auf. Bei ihm misst der Carapax eine Länge von 17 und eine Breite von 14 Millimetern. Damit besitzt er ein Längen- und Breitenverhältnis von 17 zu 14 und ist deutlich länger als beim männlichen Holotypen und deutlich länger als die Patellae und die Tibien des ersten Beinpaars. Der Abstand der Mittelaugen der vorderen Augenreihe beträgt beim weiblichen Holotypen mehr als den zweifachen Durchmesser dieser, während der der Mittel- zu den Seitenaugen dieser Reihe geringfügig weniger beträgt. Die Mittelaugen der hinteren Augenreihe sind minimal kleiner als deren Seitenaugen.
Die Länge der einzelnen Beine beträgt hier absteigend vom ersten bis zum vierten Beinpaar 46, 42, 39 und 50 Millimeter, womit die Beinformel der des männlichen Holotypen entspricht. Ansonsten gleicht der weibliche Holotyp auch bezüglich der Färbung dem männlichen.

### Genitalmorphologische Merkmale
Das Männchen der Schwarzen Uruquay-Vogelspinne besitzt wie bei vielen Arten dieser Familie zwei übereinander positionierte Widerhaken an den Tibien des ersten Beinpaares, die bei dieser Art gut entwickelt und anhand des männlichen Holotyps beschrieben sind. Der obere ist kräftig gebaut, gerade verlaufend, zylindrisch geformt und endet stumpf. Er verfügt außerdem nicht über ein Rastellum (Anreihung von Stacheln). Rückseits dieses Hakens befindet sich ein langer und gewundener Stachel. Der Untere Widerhaken verläuft halbmondförmig zylindrisch und gebogen. Er endet in einer scharfen Spitze. Die Emboli (letzte Sklerite, bzw. Hartteile und Einfuhrorgane der Bulbi bzw. männlichen Geschlechtsorgane) besitzen auf der Apikalseite einen gut ausgebildeten Kiel.

## Verbreitung und Lebensraum

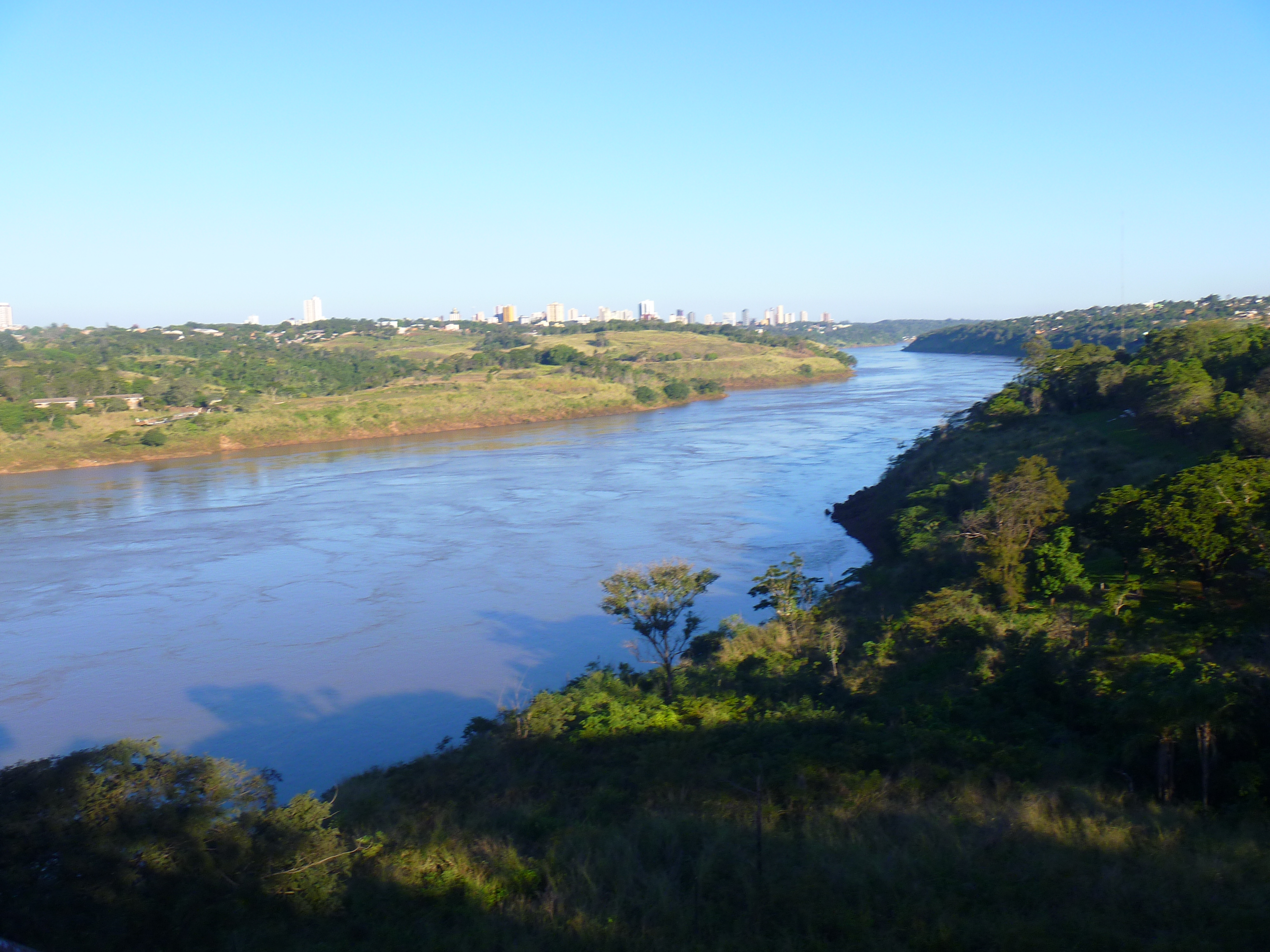
Feuchtwarme Gebiete östlich vom Río Paraná in Brasilien und Uruguay (hier die Grenze zwischen beiden Ländern) werden von der Schwarzen Uruguay-Vogelspinne bewohnt.

Die  Schwarze Uruguay-Vogelspinne bewohnt das Gebiet östlich des Río Paraná in Brasilien und Uruguay. Gelegentlich trifft man sie auch in den brasilianischen Städten Rio de Janeiro und São Paulo an. Sie lebt in ständig feuchten bis nassen, sumpfigen Gebieten mit einer relativen Luftfeuchtigkeit von 85 bis 95 %.

## Lebensweise

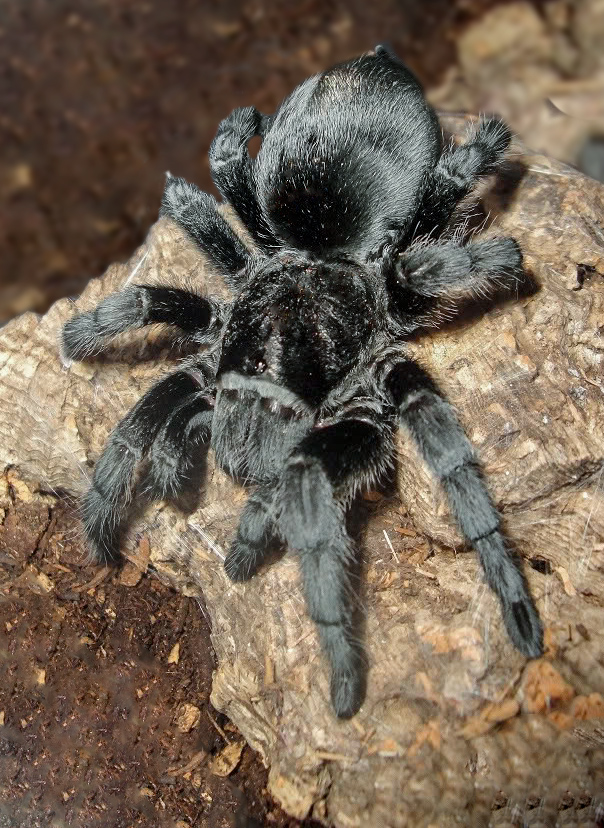
Weibchen außerhalb seines Unterschlupfes

Die Schwarze Uruquay-Vogelspinne zählt wie alle Vogelspinnen der Unterfamilie der Theraphosinae zu den bodenbewohnenden Vogelspinnen und gräbt wie viele dieser gerne Unterschlüpfe in Form von mit Gespinsten ausgekleideten Wohnröhren. Daneben kann es auch vorkommen, dass die Spinne herabgefallenes Geäst zu geeigneten Behausungen mittels einer Gespinstdecke zusammenfügt. In dem Unterschlupf hält sich die wie alle Vogelspinnen nachtaktive Art bevorzugt auf, ist aber verglichen mit einigen anderen Vertretern dieser Familie auch tagsüber außerhalb ihres Verlieses anzutreffen. Die Schwarze Uruquay-Vogelspinne hält eine Winterruhe, die von Mai bis August andauern kann.

### Jagdverhalten und Beutespektrum
Die Schwarze Uruguay-Vogelspinne lebt wie der überwiegende Großteil der Webspinnen räuberisch und jagt wie für Vogelspinnen üblich ohne ein Spinnennetz, sondern freilaufend als Lauerjäger. Potentielle Beutetiere werden, wie bei anderen Vogelspinnen, mithilfe des feinen Vibrationssinns wahrgenommen und von der Spinne blitzartig ergriffen, sobald sie in Reichweite gelangen. Ein gepacktes Beutetier wird durch einen mittels der Cheliceren versetzten Giftbiss wehr- und fluchtunfähig gemacht.
Das Beutespektrum umfasst hauptsächlich andere Gliederfüßer, insbesondere die im Verbreitungsgebiet der Schwarzen Uruquay-Vogelspinne häufige Totenkopfschabe (Blaberus craniifer). Wie andere Vogelspinnen vermag es auch diese Art kleinere Wirbeltiere, etwa Reptilien, Amphibien oder Nagetiere in passender Größe zu erbeuten.

### Abwehrverhalten und Verteidigung
Die Schwarze Uruquay-Vogelspinne zählt zu den friedlicheren Vogelspinnen und zieht es bei einer durch einen Prädatoren (Fressfeind) ausgelösten Störung zumeist vor, sich in ihren Unterschlupf zurückzuziehen. Wie alle Vogelspinnen der Unterfamilie der Theraphosinae kann auch diese Art sich mittels des sog. „Bombardierens“ verteidigen. Dafür streift die Spinne mit den Hinterbeinen die am Opisthosoma befindlichen Brennhaare ab und schleudert sie so einem Angreifer entgegen.
Wie fast alle Vogelspinnen kann sich auch die Schwarze Uruguay-Vogelspinne durch eine Drohgebärde oder einen Giftbiss verteidigen. Bei der für Vogelspinnenartige typischen Drohhaltung erhebt die Spinne ihren Körper, streckt die vorderen Extremitäten nach oben und spreizt die Cheliceren. Ein Abwehrbiss kann bei Wirkungslosigkeit der Drohstellung als letzte Verteidigungsmaßnahme eintreten.

### Lebenszyklus und -erwartung
Der Lebenszyklus entspricht vom Grundprinzip her dem anderer Vogelspinnen und wurde besonders in Gefangenschaft zum Zwecke der Nachzucht beobachtet. Die Balz und die Paarung der Schwarzen Uruquay-Vogelspinne läuft zumeist friedlich ab und etwa ein bis zwei Monate nach der Paarung beginnt das Weibchen mit dem Anfertigen eines Eikokons, der 300 bis 650 Eier enthält. In Gefangenschaft konnte der Schlupf der Jungtiere je nach Haltungsparameter etwa zehn Wochen nach dem Anlegen des Eikokons beobachtet werden.
Die Jungtiere wachsen, wie bei Spinnen üblich, über mehrere Fresshäute (Häutungsstadien) heran und benötigen dafür vier bis acht Jahre (abhängig vom Geschlecht), womit die Jungtiere dieser Art verglichen mit denen anderer Vogelspinnen langsam heranwachsen. Weibchen der Schwarzen Uruguay-Vogelspinne sollen ein Alter von bis zu 25 Jahren erreichen können. Damit zählt die Art zu den langlebigeren Vogelspinnen. Die Männchen sind wie bei Vogelspinnen üblich mit einer Lebenserwartung von nur sechs bis sieben Jahren deutlich kurzlebiger.

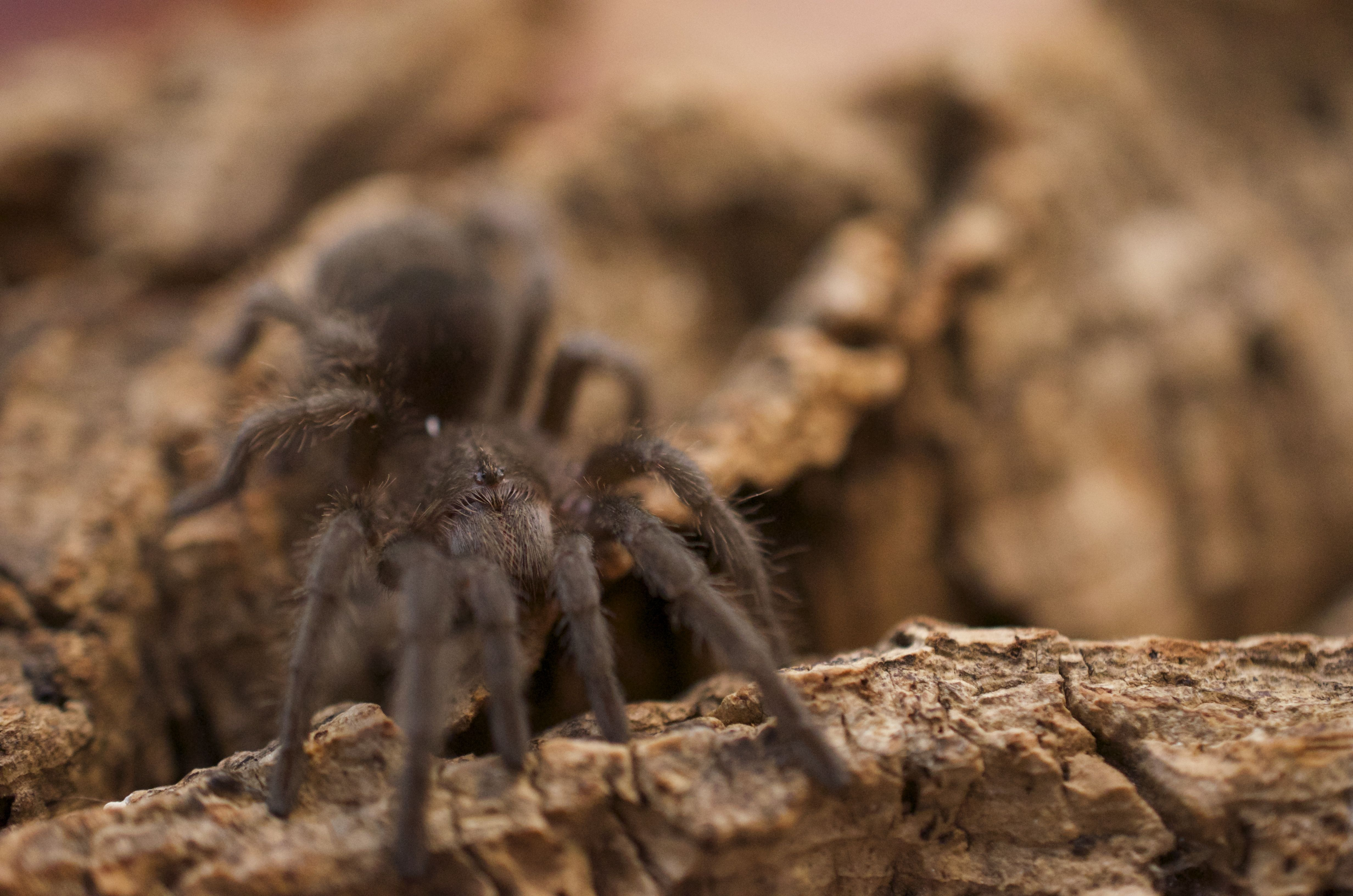
Ein vermutlich weibliches Jungtier der Schwarzen Uruquay-Vogelspinne
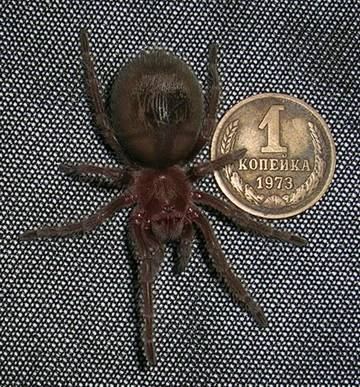
Kurz vor der Häutung befindliches Jungtier im Größenvergleich
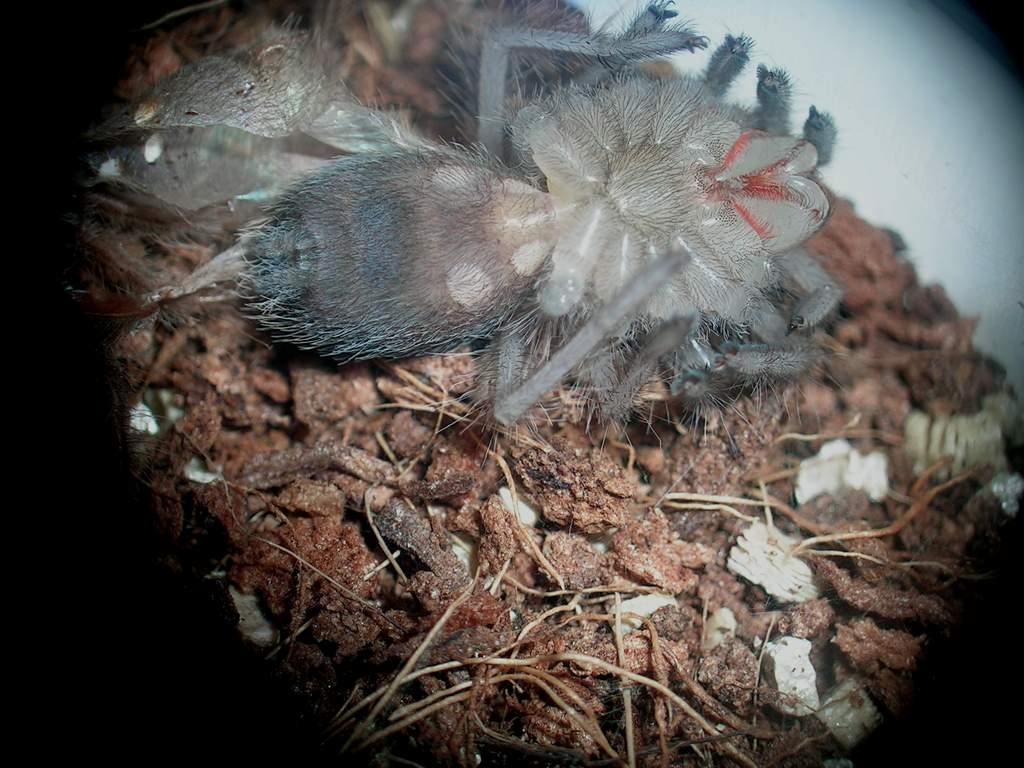
Gleiches Jungtier unmittelbar nach der Häutung
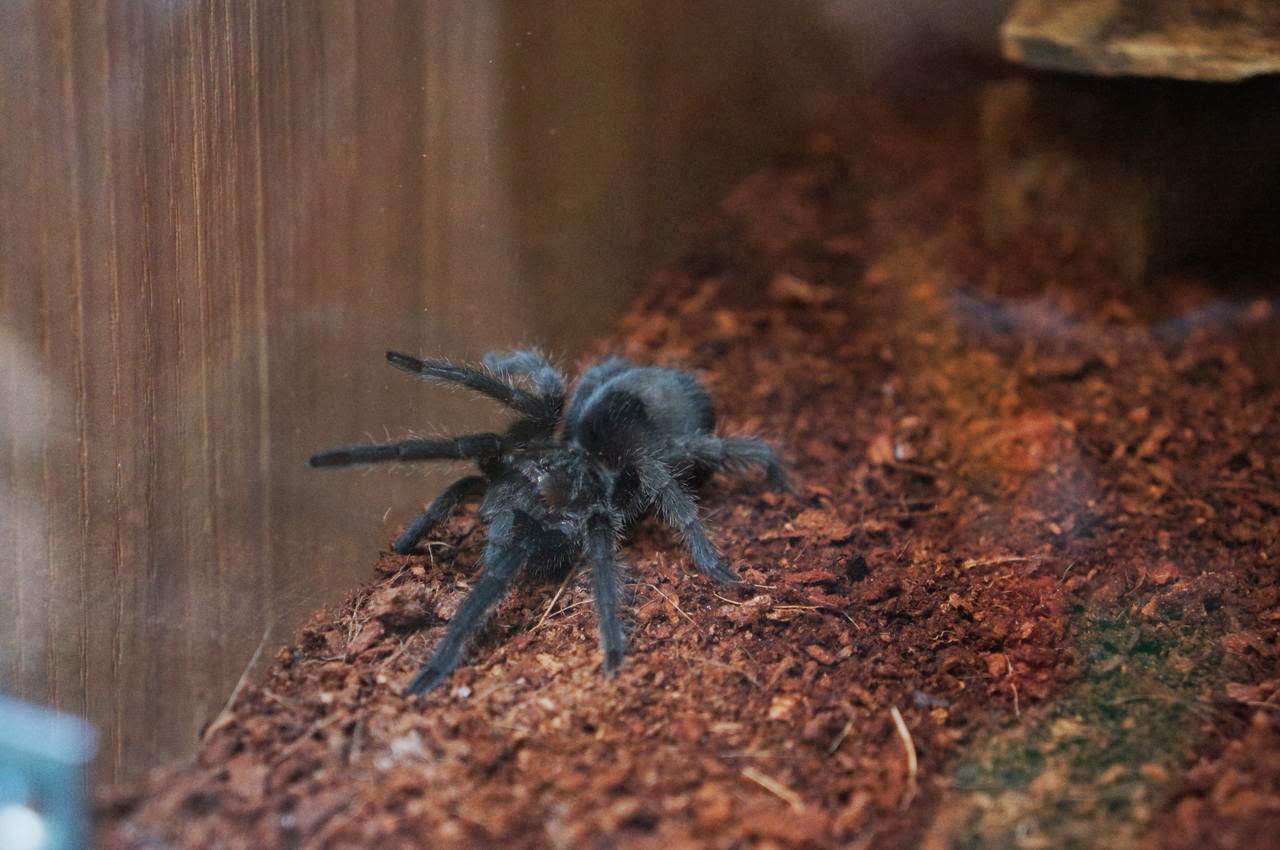
In der siebten Fresshaut befindliches Jungtier

## Systematik
Die Schwarze erhielt schon bei ihrer 1921 stattgefundenen Erstbeschreibung vom Autor Cândido Firmino de Mello-Leitão die Bezeichnung Grammostola pulchra. Von Wolfgang Bücherl wurde die Art 1951 als Unterart der gattungsverwandten Goldstreifen-Vogelspinne (G. pulchripes) mit der Bezeichnung G. p. pulchra herabgestuft. Dies wird seit 1968 nicht mehr gehandhabt und die Schwarze Uruguay-Vogelspinne wird seitdem wieder unter ihrer ursprünglichen Bezeichnung tituliert.

## Schwarze Uruquay-Vogelspinne und Mensch

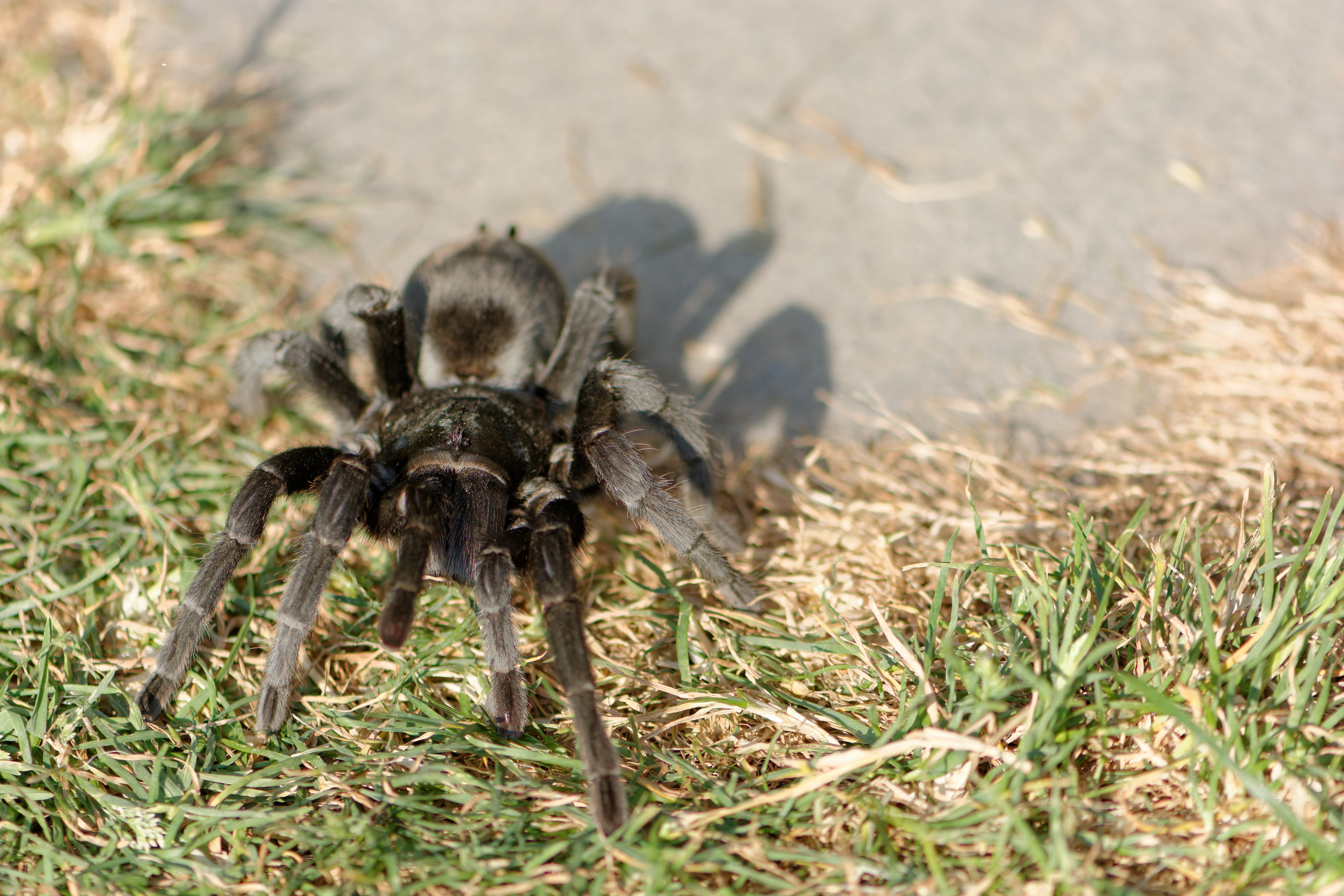
Weibchen in einer Gartenanlage

Die Schwarze Uruquay-Vogelspinne erhält besonders im Rahmen der Terraristik eine gewisse Prominenz und Beliebtheit. Dies ist auch bei vielen anderen Vogelspinnen der Fall.

### Terraristik

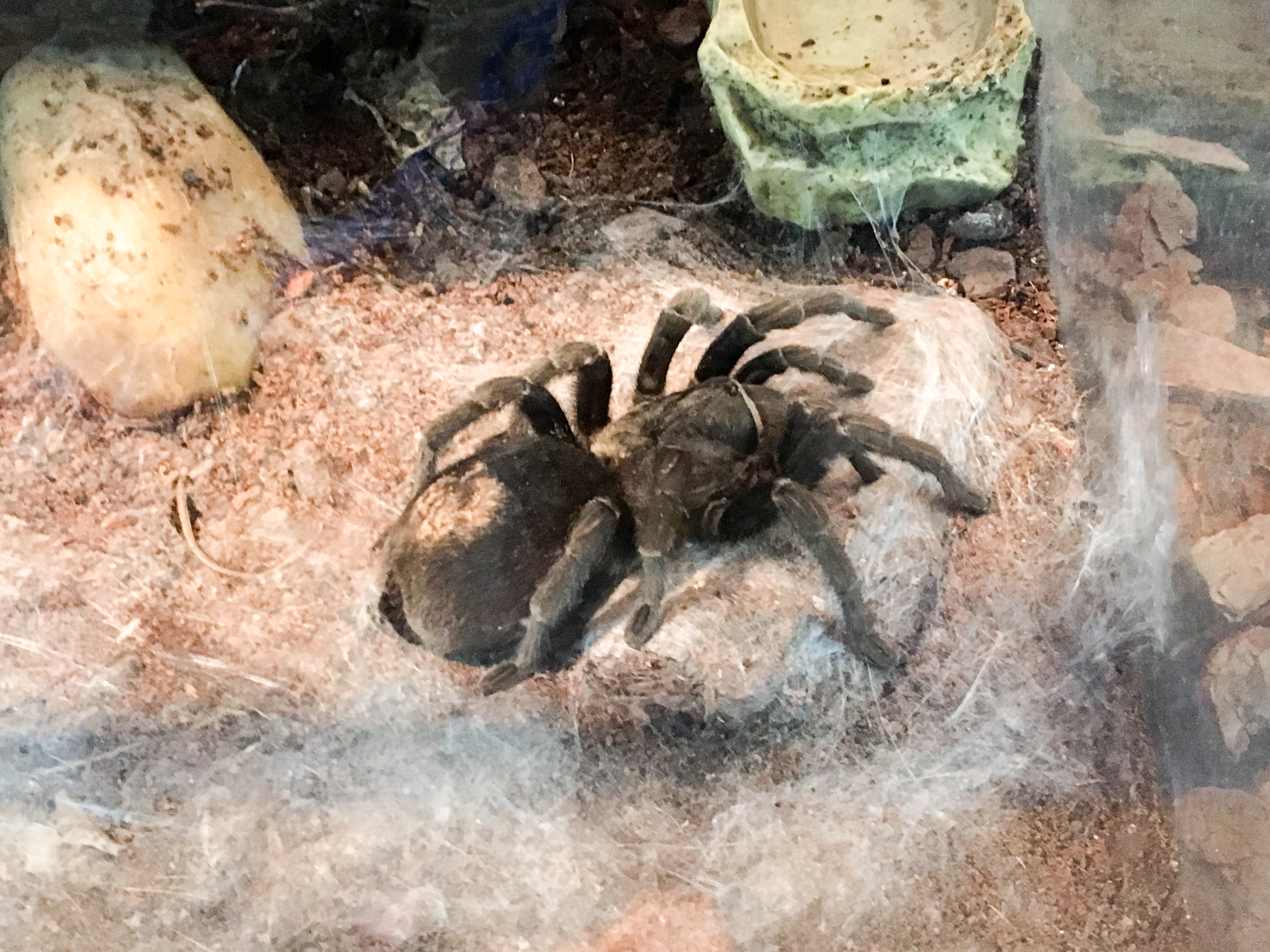
Als Terrarientier gehaltenes Weibchen

Die Schwarze Uruguay-Vogelspinne zählt zu den häufiger gehaltenen Vogelspinnenarten, was durch ihre Pflegeleichtigkeit und ihr friedliches Wesen begünstigt wird. Wichtig ist für die artgerechte Haltung ein entsprechend tiefer und grabfähiger Untergrund, der der Spinne das Anlegen eines Unterschlupfes ermöglicht. Außerdem ist eine hohe Luftfeuchtigkeit notwendig, da viele Verluste in Gefangenschaft auf eine zu niedrige Luftfeuchtigkeit zurückzuführen sind.
Wie fast alle Vogelspinnen muss auch die Schwarze Uruguay-Vogelspinne in dem jeweiligen Behälter, wie einem Terrarium einzeln gehalten werden, um Kannibalismus vorzubeugen. Für den Heimtierhandel erhältliche Nachzuchten erleichtern die Haltung und verschonen die natürlichen Bestände der Art. Im Rahmen der Terraristik ist die Schwarze Uruguay-Vogelspinne dafür bekannt, den Terrarienuntergrund ständig umzugraben.

### Bissunfälle und Symptome

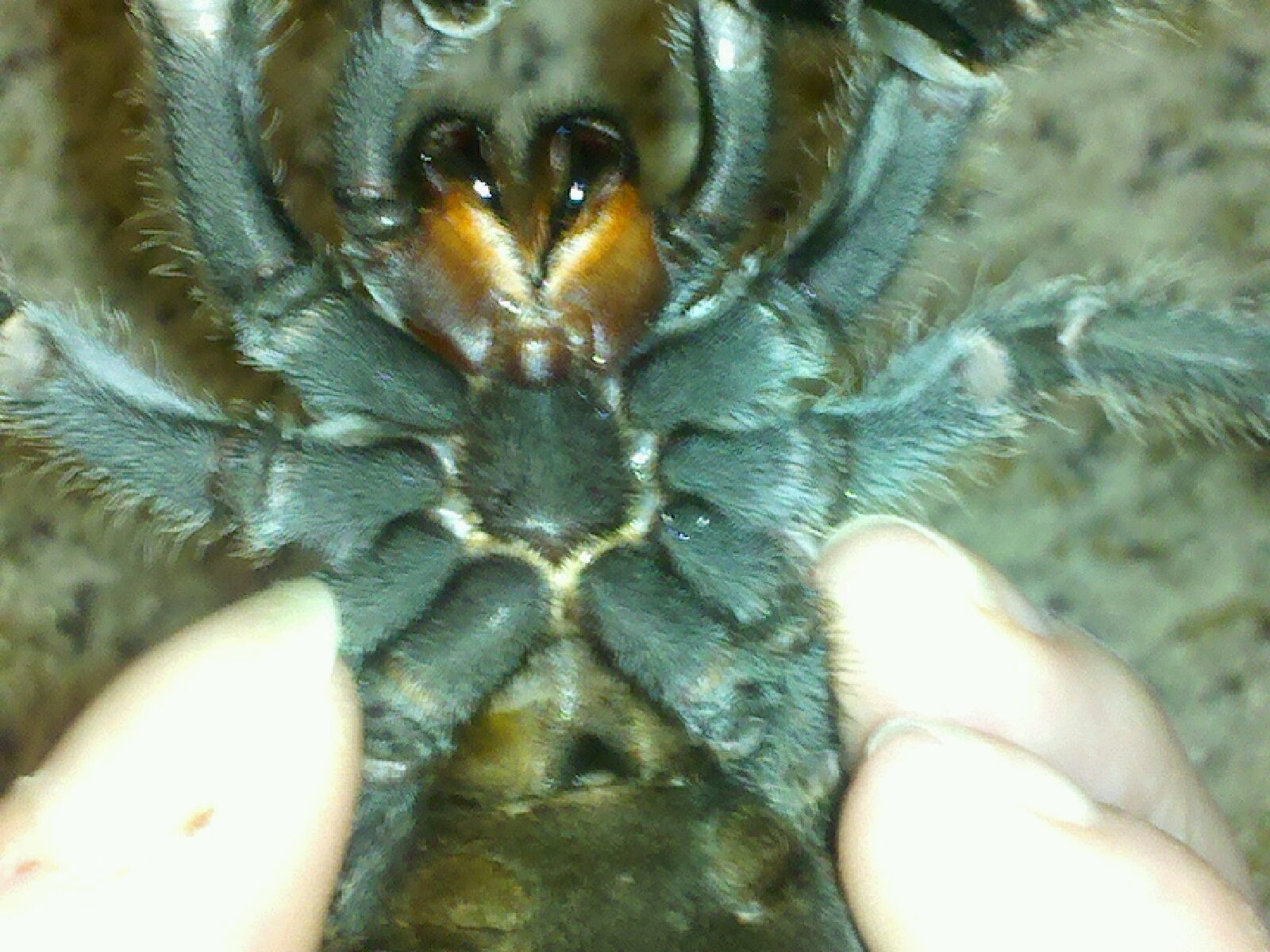
Nähere Ventralansicht eines Weibchens mit den gut sichtbaren Cheliceren

Die Schwarze Uruguay-Vogelspinne ist wie fast alle neuweltlichen Vogelspinnen für den Menschen weitestgehend harmlos, zumal Bissunfälle auf den Menschen seitens der Art bedingt durch das eher friedliche Verhalten unwahrscheinlich sind. Der Biss wird von seiner Wirkung her milder als ein Bienenstich beschrieben, obgleich der eigentliche Einbiss aufgrund der Größe der Cheliceren durchaus schmerzhaft sein kann. Mögliche Symptome sind Hautausschlag und Rötungen im Bereich der Bisswunde.

### Bedrohung und Schutz
Der genaue Bedrohungsstand der Schwarzen Uruguay-Vogelspinne ist unbekannt, da nicht genügend Informationen über die Populationen der Art vorliegen. Von der IUCN wird die Schwarze Uruguay-Vogelspinne nicht erfasst, womit sie auch keinem Schutzstatus unterliegt.